# Мирний воїн (фільм)
Мирний воїн (англ. Peaceful Warrior) — художній фільм-драма 2006 року, який базується на творі Way of the Peaceful Warrior Дена Мілмана. У ролях: Скотт Мекловіц, Нік Нолті та Емі Смарт. Режисер Віктор Салва познайомився з новелою, перебуваючи у в'язниці за розбещення неповнолітніх, і описує її як «історію що змінила його життя».
Події фільму відбуваються в Університеті Берклі, основним героєм є втративший віру, але талановитий гімнаст, який зустрічає духовного наставника.

## Сюжет
Ден Мілман — талановитий гімнаст коледжу, який мріє про виступ на Олімпійських іграх. У нього все є: нагороди, друзі по команді, швидкі мотоцикли, дівчата і відчайдушні вечірки.
Життя Дена перевертається з ніг на голову, коли він зустрічає загадкового незнайомця на ім'я Сократ, у якого достатньо можливостей, щоб відкрити новий світ сили і розуміння. Після серйозної травми, яка змусила подивитись на звичайні речі по-новому, Ден за допомогою Сократа і молодої дівчини Джой, усвідомлює, що йому багато чому потрібно навчитися, аби почати жити повноцінним життям.

## Цитати
1. Життя має три правила: Парадокс, Гумор та Зміни.
  - Парадокс: Життя це загадка, не втрачай час, намагаючись її пізнати.
  - Гумор: Не втрачай почуття гумору, особливо стосовно себе. Це сила понад усякі міри.
  - Зміни: Ніщо не залишається таким самим.
2. Завжди щось відбувається. Немає звичайних моментів.
3. Воїн не ідеальний, непереможний, чи невразливий. Він зовсім вразливий. Це єдина справжня мужність.
4. Немає вищої мети ніж служити іншим.
5. Смерть це не сумно. Насправді сумно те, що більшість людей взагалі не живуть.
6. Знання та мудрість не одне й те саме. Мудрість — це застосування знань в житті.
7. Подорож приносить нам радість, а не пункт призначення.
8. Немає початку та кінця, є лише дії.